# Гроново-Ельблонзьке (гміна)
Гмі́на Гроно́во-Ельбло́нзьке (пол. Gmina Gronowo Elbląskie) — сільська гміна у північній Польщі. Належить до Ельблонзького повіту Вармінсько-Мазурського воєводства.
Станом на 31 грудня 2011 у гміні проживало 5170 осіб.

## Територія
Згідно з даними за 2007 рік площа гміни становила 89.20 км², у тому числі:
- орні землі: 83.00%
- ліси: 0.00%

Таким чином, площа гміни становить 6.24% площі повіту.

## Населення
Станом на 31 грудня 2011:
| Опис     | Загалом | Загалом | Чоловіки | Чоловіки | Жінки | Жінки |
| -------- | ------- | ------- | -------- | -------- | ----- | ----- |
| одиниця  | осіб    | %       | осіб     | %        | осіб  | %     |
| все      | 5170    | 100     | 2573     | 49.77    | 2597  | 50.23 |
| міське   | 0       | 100     | 0        |          | 0     |       |
| сільське | 5170    | 100     | 2573     | 49.77    | 2597  | 50.23 |

## Сусідні гміни
Гміна Гроново-Ельблонзьке межує з такими гмінами: Ельблонг, Маркуси, Новий Двур-Гданський, Старе Поле.